# Pachycormidae

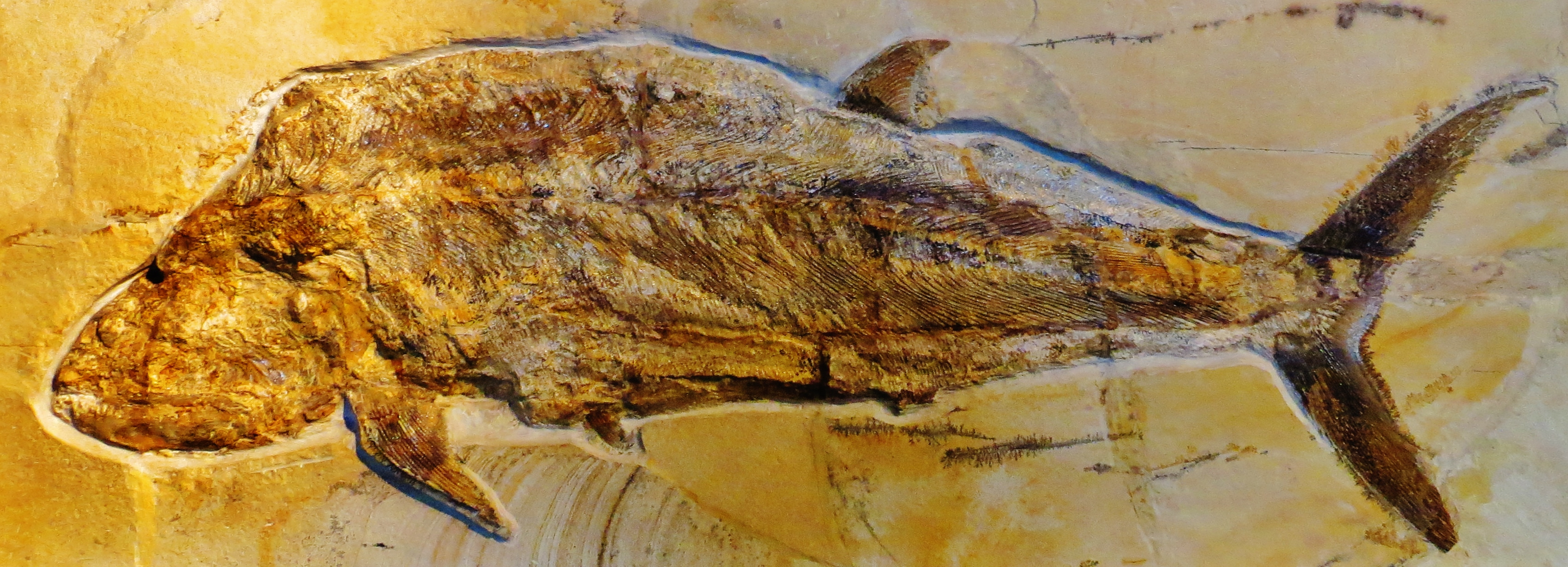
Fossil von Hypsocormus insignis

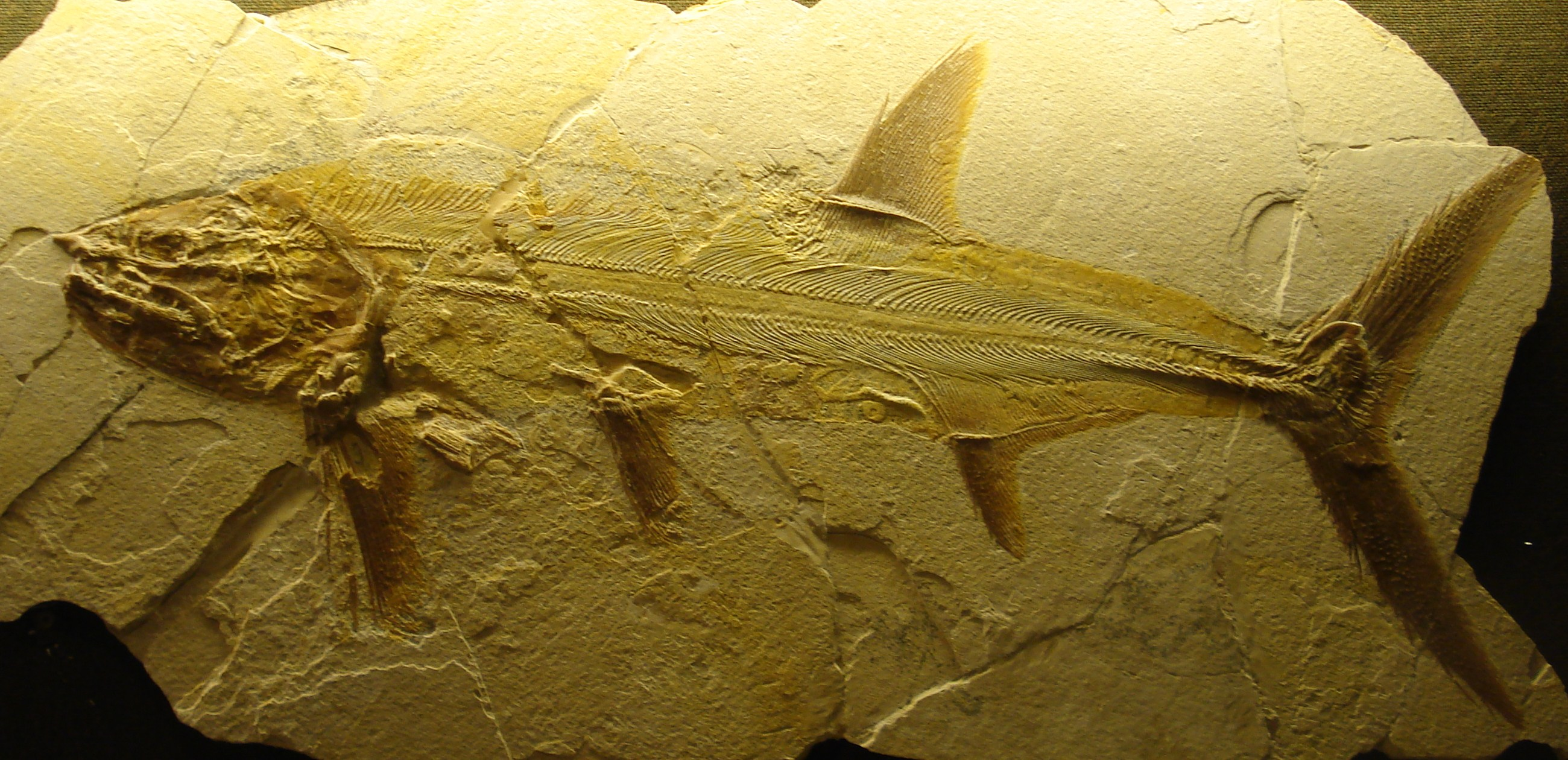
Fossil von Orthocormus cornutus

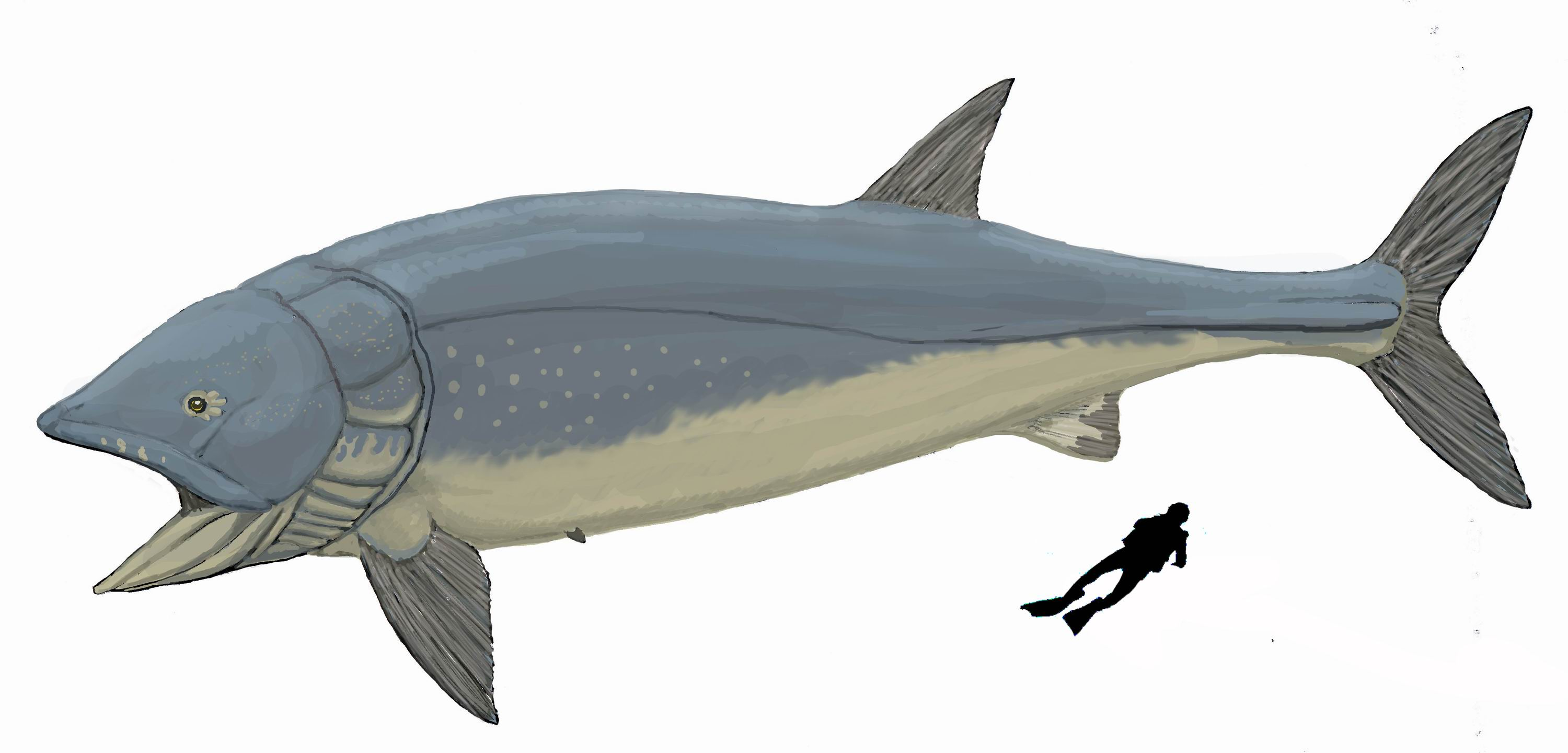
Leedsichthys problematicus

Die Pachycormidae sind eine ausgestorbene Familie mariner Knochenfische (Osteichthyes). Sie stehen allein in der Ordnung Pachycormiformes und lebten vom Mitteljura bis zur Oberkreide.

## Merkmale
Die meisten Gattungen der Pachycormidae waren thunfisch- bzw. schwertfischartige Raubfische, die ihre Beute in schnellen Verfolgungsjagden fingen. Sie hatten lang ausgezogene, sensenblattartige Brustflossen, die Bauchflossen waren nur klein bzw. fehlten ganz. Die Schwanzflosse ist homocerk und das Schwanzflossenskelett entspricht dem der Echten Knochenfische (Teleostei). Die meisten Gattungen hatten ein mehr oder weniger lang ausgezogenes Rostrum. Am deutlichsten war dieses Merkmal bei Protosphyraena perniciosa aus der Kreidezeit ausgeprägt.
Innerhalb der Pachycormidae gibt es eine aus fünf Gattungen bestehende monophyletische Klade, großer mariner, filtrierender Planktonfresser. Die Gruppe nahm über einen Zeitraum von 100 Millionen Jahren im oberen Mesozoikum die ökologische Rolle ein, die heute von den Bartenwalen und einigen planktonfressenden Knorpelfischen besetzt wird. Zu dieser Gruppe gehören die zwei Meter Länge erreichenden Gattungen Astenocormus und Martillichthys, der fünf Meter lang werdende Bonnerichthys und Leedsichthys problematicus, der mit einer Länge von neun Metern der größte Knochenfisch aller Zeiten ist.

## Systematik
Die Pachycormidae wurde zunächst als Knochenganoiden (Holostei) eingestuft, ein Taxon, das heute als paraphyletisch gilt und in modernen Systematiken nicht mehr üblich ist. Joseph S. Nelson ordnete sie als sehr hoch entwickelte, den Echten Knochenfischen (Teleostei) schon sehr ähnliche Neuflosser (Neopterygii) ein. In einer Veröffentlichung vom Januar 2010 werden sie schließlich den Teleostei zugeordnet.

## Gattungen
- Eugnathides
- Euthynotus Wagner, 1860
- Pachycormus Agassiz, 1833
- Prosauropsis
- Protosphyraena Leidy, 1857
- Sauropsis Agassiz, 1832
- Saurostomus Agassiz, 1833
- makrocarnivore Klade[3]
  - Hypsocormus Wagner, 1860
  - Kaykay Gouiric-Cavalli & Arratia, 1930
  - Orthocormus Weitzel, 1930
- Klade mariner Planktonfresser
  - Astenocormus Woodward, 1895
  - Bonnerichthys Friedman et al., 2010[4]
  - Leedsichthys Woodward, 1889
  - Martillichthys
  - Rhinconichthys Friedman et al., 2010

## Aussterben
Die Pachycormidae, darunter auch die großen marinen Planktonfresser, starben am Ende der Kreide-Tertiär-Grenze zusammen mit Dino- und Flugsauriern und den großen marinen Reptilien aus. Die ökologische Nische großer filtrierender Planktonfresser blieb zunächst unbesetzt, wurde dann ab dem späten Paläozän von Mantarochen und Walhaien, seit dem mittleren Eozän vom Riesenhaien und der Eozän-Oligozän-Grenze von den Bartenwalen übernommen. Nur die Riesenmaulhaie, ebenfalls marine, filtrierende Planktonfresser, deren Vorfahren sich sicher seit der Oligozän-Miozän-Grenze nachweisen lässt, könnten schon Zeitgenossen der Pachycormidae gewesen sein, worauf einige fossile Zähne aus der frühen Oberkreide hindeuten. Der einzige große, rezente Knochenfisch, der ebenfalls ein filtrierender Planktonfresser ist, ist der Löffelstör, der in Süßgewässern Nordamerikas lebt, und mit seinem lang ausgezogenen Rostrum, eine Länge von zwei Metern erreicht.